# Bois-Arnault
Bois-Arnault település Franciaországban, Eure megyében. Lakosainak száma 699 fő (2022. január 1.). Bois-Arnault Ambenay, Les Baux-de-Breteuil, Chéronvilliers és Rugles községekkel határos.

## Népesség
A település népességének változása:
| Lakosok száma | 602  | 630  | 652  | 713  | 733  | 722  | 700  | 695  | 689  | 699  |
|               | 1968 | 1982 | 1990 | 2006 | 2013 | 2015 | 2017 | 2019 | 2020 | 2022 |